# Barricada (газета)
«Barricada» — ежедневная газета, одно из крупнейших печатных изданий Никарагуа.
Являлась официальным печатным изданием СФНО, заявленной целью было продвижение революционного проекта.

## История
Газета была создана 25 июля 1979 года, через неделю после победы Сандинистской революции, на основе конфискованных активов сомосистской «Novedades». Практически сразу стала конкурентом ведущих газет страны, таких как «El Nuevo Diario» и «La Prensa».
В конце 1980-х годов газета являлась крупнейшим печатным изданием страны (в это время её тираж составлял свыше 100 тыс. экземпляров, а объём — от 8 до 12 полос), в ней печатались правительственные сообщения, декреты и законы, новости о событиях в стране и в мире. Также выходили зарубежное издание газеты «Barricada internacional» (на испанском и английском языках) и «Вентана» (еженедельное приложение к газете по вопросам культуры и искусства).
Первым международным редактором газеты была София Монтенегро, у которой были бурные отношения с изданием: она ушла после срыва, вернулась, была уволена за критику СФНО и, наконец, её попросили вернуться в качестве редактора в 1984 году.
В начале 1990-х годов тираж газеты составлял 95 тыс. экземпляров. После поражения СФНО на выборах 1990 года газета прошла процесс адаптации в качестве оппозиционного СМИ, однако отказ от рекламы, а также политика влиятельных экономических групп в конечном итоге задушили её, и в 1998 году она была закрыта. Последним директором газеты на тот момент был Карлос Фернандо Чаморро, сын Виолеты Барриос де Чаморро и Педро Хоакина Чаморро Карденаля.
30 января 1998 года газета прекратила своё существование, но с августа 2006 года начал работать её интернет-сайт (http://barricada.com.ni) как коллективный блог новостей из Никарагуа.